# Diosma parvula
Diosma parvula är en vinruteväxtart som beskrevs av I. Williams. Diosma parvula ingår i släktet Diosma och familjen vinruteväxter. Inga underarter finns listade i Catalogue of Life.